# الدلاليات الشكلية
الدلاليات الشكلية (بالإنجليزية: Formal semantics) في علم اللغويات أو اللسانيات، تهدف علم الدلاليات الشكلية إلى فهم المعنى اللغوي عن طريق بناء نماذج رياضية دقيقة للمبادئ التي يستخدمها المتحدثون لتحديد العلاقات بين التعابير باللغة الطبيعية والمحيط الذي يدعم الخطاب المعنوي، حيث تعد الأدوات الرياضية المستخدمة هنا هي نقطة التقاء المنطق الرياضي بنظرية اللغة الشكلية، لاسيما نظام حساب لامدا.

## نظرة عامة
لم يستخدم اللغويون الدلاليات الشكلية إلا في حالات نادرة حتى بيّن ريتشارد مونتاغيو كيف يمكن التعامل مع اللغة الإنجليزية (أو أي لغة طبيعية) على أنها لغة منهجية. حيث كانت مساهمته في علم الدلالة - تُعرف الآن باسم نحو مونتاغيو - أساسًا لمزيد من التطورات في هذا المجال، مثل القواعد النحوية لبار هيليل وزملائه، وعلم الدلالة المنطقي الحديث (أو القواعد النحوية) المبنية على حساب التفاضل والتكامل لامبيك.

### أهدافه ونطاقه
أما فيما يتعلق بالأدوار التفسيرية المنسوبة إلى الدلاليات الشكلية فهناك اختلاف بالآراء، إذ يعتمد العديد من المنظرين على الدلالات اللغوية فيما يخص الحقائق المرتبطة بالتواصل والاتفاق والحقيقة، في حين يميل آخرون أنها مشروع يحركه بناء الجملة ويهتم في الأساس بتفسير الإنتاجية والمنهجية في اللغة الطبيعية، وبالتالي جزء من مؤسسة لغوية أكبر مثل لغويات تشومسكي أو أي طريقة عرض أخرى للقدرة اللغوية البشرية.

### فروع الدلاليات الشكلية
تندرج معظم الأساليب الحالية للدلاليات الشكلية ضمن نموذج يسمى بدلالات الحقيقة الشرطية، والذي يحاول شرح معنى الجملة من خلال توفير الظروف التي يمكن أن تكون حقيقة، ورغم ذلك، فإن العديد من أتباع منهج الحقيقة الشرطية ذهبوا في القول إلى أن هنالك معنى أكبر من ذلك المرتبط بالحقيقة الشرطية، حيث أن الأساليب البديلة تتضمن مقترحات أكثر توجهاً نحو الإدراك، مثل نظرة بيتروسكي للمعاني كأساس لبناء المفاهيم، والجمل التي تخلو من الحقيقة الشرطية. نقطة أخرى هي استخدام المنطق الخطي الذي يستند إلى فكرة «التفسير الاستنباطي»، المرتبطة ارتباطًا وثيقًا بنموذج «التحليل الاستنباطي» لقواعد اللغة النحوية.
أما علم الدلالة المعرفي فقد ظهر وتطور كردة فعل ضد الدلالات الرسمية، ولكن مؤخرًا برزت عدة محاولات للتسوية بين المنهجين.